# Merkwiller-Pechelbronn
Merkwiller-Pechelbronn là một xã thuộc tỉnh Bas-Rhin trong vùng Grand Est đông bắc Pháp.